# Christophe Journet
Christophe Journet est un sportif multi-disciplinaire semi-professionnel français, anciennement n°1 français et n°3 mondial de cani-cross.

## Biographie
Christophe Journet habite à Hautecour près de Clairvaux-les-Lacs dans le Jura.
Il a participé avec succès à plus de 500 épreuves multi disciplinaires en France et dans le monde en course à pied, marathon, ski nordique, ski de fond, transjurassienne, raquette à neige, bike-jöring, ski joëring et en particulier en cani-cross.